# De-Profundis-Stein
 Der einzige erhaltene De-Profundis-Stein (vom lat. Beginn des 130. Psalms abgeleitet, de profundis, „aus der Tiefe“) Irlands befindet sich  südlich von Mullingar im County Westmeath.
Der Stein markierte möglicherweise den Eingang eines Friedhofes, wie in Irland früher mancherorts üblich. Die Bezeichnung des Steines leitet von der lokalen Tradition ab, dass die Prozession mit dem Sarg bei der kirchlichen Begräbnisfeier bei einer Statio an diesem Stein den 130. Psalm (Ps 129 in katholischer Zählung; Ps 130,1 ) rezitierte, der mit den Worten De profundis clamavi ad te Domine („Aus der Tiefe rufen wir, Herr, zu dir“) beginnt.
Die wie ein Sarg geformte Platte besteht aus Kalkstein und weist am oberen Ende ein eingraviertes Kreuz auf. Die 94 cm lange Platte misst an ihrer breitesten Stelle 44 cm, an der schmalsten 22 cm und ist 14 cm dick; ursprünglich erhob sie sich auf einem Sockel.